# Punk (magazyn)
Punk – amerykański magazyn muzyczny wydawany od roku 1976. 
Magazyn został stworzony w 1975 roku przez Johna Holmstroma, Geda Dunna i Legsa McNeila. Byli oni znajomi ze szkoły średniej i chcieli założyć muzyczne medium. Holstrom wpadł na pomysł połączenia komiksu z rock 'n' rollem. Holmstron nazywał go „wersją drukowaną The Ramones”. Założyciele byli pod wpływem fascynazji muzyką takich zespołów jak: The Stooges, New York Dolls i The Dictators. 
Magazyn spopularyzował termin punk-rock użyty kilka lat wcześniej przez autorów magazynu Creem. 
Punk był narzędziem do badania nowojorskiej sceny muzyki undergroundowej, przede wszystkim punk-rocka, którego można było usłyszeć w klubach takich jak CBGB, Zeppz i Max's Kansas City. Udostępniał także przestrzeń twórczą dla pisarek, artystek i fotografek, które zostały wykluczone ze zdominowanej przez mężczyzn sceny wydawniczej. 
Pierwszy numer ukazał się w styczniu 1976 roku. Główny czas działalności magazynu przypada na lata 1976–1979. Zostało wtedy opubliwakonych 15 numerów. W 1981 roku został wydany jeszcze numer specjalny. Po dwudziestu latach przerwy ukazał się specjalny numer w 2001 roku z okazji 25 rocznicy powstania magazynu. Następnie trzy numery w roku 2007 oraz po jednym numerze w latach 2023 i 2024. 

## Twórcy
Dla magazynu pisali, m.in.: Mary Harron, Steve Taylor, Lester Bangs, Pam Brown, Buz Vaultz, Anya Phillips i Screaming Mad George. Wielu autorów treści było debiuntami. Zdjęcia dla magazynu robili Bob Gruen, Barak Berkowitz, Roberta Bayley i David Godlis. W okresie od kwietnia 1976 do czerwca 1979 roku Chris Stein był fotografem współpracującym, przez co w magazynie kilkukrotnie był prezentowany zespół Blondie, a Debbie Harry często pojawiała się jako jedna z postaci w fotoreportażach.
Po odejściu Dunna na początku 1977 roku i rezygnacji McNeila wkrótce potem, do zespołu dołączyli Bruce Carleton, Ken Weiner oraz Elin Wilder.

## Numery
W tabeli przedstawiono pełną listę numerów magazynu.
| Tom       | Numer | Tytuł                                           | Okładka                                                     | Data                      |
| --------- | ----- | ----------------------------------------------- | ----------------------------------------------------------- | ------------------------- |
| 1         | 1     | Lou Reed                                        | Lou Reed                                                    | Styczeń 1976              |
| 1         | 2     | Patti Smith                                     | The Two Faces of Patti Smith                                | Marzec 1976               |
| 1         | 3     | The Ramones                                     | Joey Ramone                                                 | Kwiecień 1976             |
| 1         | 4     | Iggy Pop                                        | The Incredible Iggy                                         | Lipiec 1976               |
| 1         | 5     | The Monkees                                     | Micky Dolenz chases Jane                                    | Sierpień 1976             |
| 1         | 6     | The Legend of Nick Detroit                      | Debbie Harry, Judy LaPilusa and Richard Hell                | Październik 1976          |
| 1         | 7     | Patti Smith                                     | Rock'n'roll Patti                                           | Luty 1977                 |
| 1         | 8     | The Sex Pistols                                 | The Sex Pistols                                             | Marzec 1977               |
| 1         | 10    | Blondie                                         | Debbie Harry onstage!                                       | Lato 1977                 |
| 1         | 11    | The Dictators                                   | Handsome Dick Manitoba of the Dictators                     | Październik/listopad 1977 |
| 1         | 12    | Robert Gordon                                   | Robert Gordon is Red Hot!                                   | Styczeń 1978              |
| 1         | 14    | The Sex Pistols                                 | Johnny Rotten and Sid Vicious puppets: Live and in concert! | Maj/czerwiec 1978         |
| 1         | 15    | Mutant Monster Beach Party                      | The movie poster for Mutant Monster Beach Party             | Lipiec/sierpień1978       |
| 1         | 16    | Disco Maniac                                    | Disco sucks!                                                | Marzec/kwiecień 1979      |
| 1         | 17    | The Clash                                       | The Clash in a clash                                        | Maj/czerwiec 1979         |
| Specjalny | 1     | D.O.A.: A Rite of Passage The Official Filmbook | Johnny, Sid, Steve and Paul.                                | Kwiecień 1981             |
| 2         | 0     | Special 25th Anniversary Issue                  |                                                             | Zima 2001                 |
| 1         | 19    | Johnny Heff and The Bullys                      | Johnny Heff and The Bullys                                  | Zima 2007                 |
| 1         | 20    | Sid + Nancy                                     | Sid + Nancy                                                 | Lato 2007                 |
| 1         | 21    | A Tribute to CBGB                               |                                                             | Jesień 2007               |
| 1         | 22    | Iggy Pop – Every Loser                          | Iggy Pop                                                    | Styczeń 2023              |
| 1         | 23    | Battle Of The Bands                             | The Misfits                                                 | Jesień 2024               |

Nie było numerów 9, 13 ani 18.